# See You on the Other Side
See You on the Other Side es el séptimo álbum de estudio de la banda KoЯn, este ha vendido más de 2 400 000 de copias mundialmente.
Salió a la venta el 6 de diciembre de 2005 y fue grabado en el estudio de la casa del vocalista Jonathan Davis donde se grabó el disco Take a Look in the Mirror.
El primer sencillo del disco fue Twisted Transistor, el cual empezó a oírse en la radio desde noviembre del 2005, una semana antes del estreno del álbum este ya estaba en internet pero al cabo del primer mes ya habían vendido más de 1 millón de copias mundialmente. La carátula fue dibujada y pintada por David Stoupakis, un amigo pintor surrealista de Davis, el cual se basó en la letra de la canción Seen It All.
El disco, al igual que los últimos trabajos desde Untouchables, salió en un par de versiones, una normal que incluía 14 canciones, y una edición de lujo, que tenía dos discos, uno con las 14 canciones de la versión normal y el otro con 5 canciones extras y un par de videos para PC.

## Listado de canciones
1. "Twisted Transistor" – 4:12
2. "Politics" – 3:16
3. "Hypocrites" – 3:49
4. "Souvenir" – 3:49
5. "10 or a 2-Way" – 4:41
6. "Throw Me Away" – 4:41
7. "Love Song" – 4:18
8. "Open Up" – 6:19
  - Contiene la pista oculta "Interlude #2" en 5:30
9. "Coming Undone" – 3:19
10. "Getting Off" – 3:25
11. "Liar" – 4:14
12. "For No One" – 3:37
13. "Seen It All" – 6:19
14. "Tearjerker" – 5:05
15. "It's Me Again" – 3:39

## Sencillos
1. "Twisted Transistor" - 4:12
2. "Coming Undone" - 3:19
3. "Politics" - 3:16